# Due punti (singolo)
Due punti è un singolo del cantautore italiano Calcutta, pubblicato il 31 maggio 2019.

## Tracce
1. Due punti – 3:06

## Classifiche
| Classifica (2019) | Posizione |
| ----------------- | --------- |
| Italia            | 89        |